# Tuchomie (gromada)
Tuchomie – dawna gromada, czyli najmniejsza jednostka podziału terytorialnego Polskiej Rzeczypospolitej Ludowej w latach 1954–1972.
Gromady, z gromadzkimi radami narodowymi (GRN) jako organami władzy najniższego stopnia na wsi, funkcjonowały od reformy reorganizującej administrację wiejską przeprowadzonej jesienią 1954 do momentu ich zniesienia z dniem 1 stycznia 1973, tym samym wypierając organizację gminną w latach 1954–1972.
Gromadę Tuchomie z siedzibą GRN w Tuchomiu utworzono – jako jedną z 8759 gromad na obszarze Polski – w powiecie bytowskim w woj. koszalińskim na mocy uchwały nr 43/54 WRN w Koszalinie z dnia 5 października 1954. W skład jednostki weszły obszary dotychczasowych gromad Tuchomie, Tuchomko, Nowe Huty, Piaszno (bez osady robotników leśnych) i Masławice (częściowo) ze zniesionej gminy Tuchomie w tymże powiecie. Dla gromady ustalono 15 członków gromadzkiej rady narodowej.
1 stycznia 1958 do gromady Tuchomie włączono wieś Modrzejewo ze zniesionej gromady Chotkowo w tymże powiecie.
31 grudnia 1971 do gromady Tuchomie włączono obszar zniesionej gromady Trzebiatkowa w tymże powiecie.
Gromada przetrwała do końca 1972 roku, czyli do kolejnej reformy gminnej. 1 stycznia 1973 w powiecie bytowskim reaktywowano gminę Tuchomie.